# Covão do Lobo

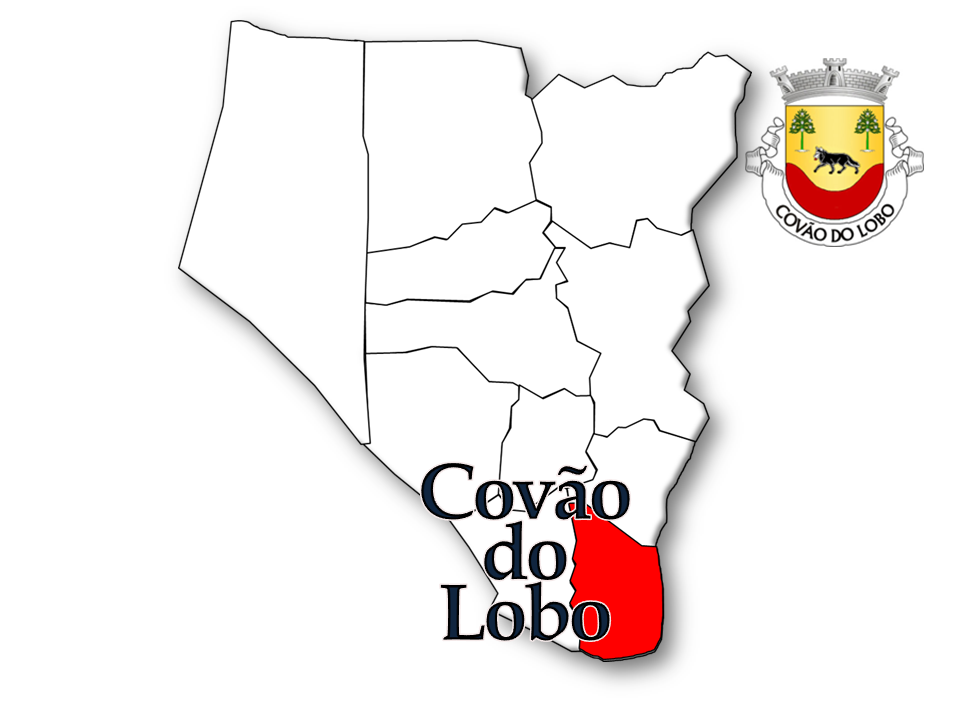
Lofalização da Freguesia de Covão do Lobo no Município de Vagos

Covão do Lobo é uma povoação portuguesa do Município de Vagos que foi sede da extinta Freguesia de Covão do Lobo, freguesia que tinha 8,45 km² de área e 986 habitantes (2011), e, por isso, uma densidade populacional de 116,7 hab/km².
Em 2013, Freguesia de Covão do Lobo foi extinta (agregada) tendo o seu território passado a fazer parte da nova União das Freguesias de Fonte de Angeão e Covão do Lobo.
A Freguesia de Covão do Lobo era composta por 13 povoações: Cabeço, Capela, Carvalho, Casta, Chousa, Covão do Lobo, Fonte do Grou, Fonte do Rei, Igreja Velha, Juncal, Lugar, Moita e Moitinha.

## População
| População da freguesia de Covão do Lobo (1864 – 2011) | População da freguesia de Covão do Lobo (1864 – 2011) | População da freguesia de Covão do Lobo (1864 – 2011) | População da freguesia de Covão do Lobo (1864 – 2011) | População da freguesia de Covão do Lobo (1864 – 2011) | População da freguesia de Covão do Lobo (1864 – 2011) | População da freguesia de Covão do Lobo (1864 – 2011) | População da freguesia de Covão do Lobo (1864 – 2011) | População da freguesia de Covão do Lobo (1864 – 2011) | População da freguesia de Covão do Lobo (1864 – 2011) | População da freguesia de Covão do Lobo (1864 – 2011) | População da freguesia de Covão do Lobo (1864 – 2011) | População da freguesia de Covão do Lobo (1864 – 2011) | População da freguesia de Covão do Lobo (1864 – 2011) | População da freguesia de Covão do Lobo (1864 – 2011) |
| ----------------------------------------------------- | ----------------------------------------------------- | ----------------------------------------------------- | ----------------------------------------------------- | ----------------------------------------------------- | ----------------------------------------------------- | ----------------------------------------------------- | ----------------------------------------------------- | ----------------------------------------------------- | ----------------------------------------------------- | ----------------------------------------------------- | ----------------------------------------------------- | ----------------------------------------------------- | ----------------------------------------------------- | ----------------------------------------------------- |
| 1864                                                  | 1878                                                  | 1890                                                  | 1900                                                  | 1911                                                  | 1920                                                  | 1930                                                  | 1940                                                  | 1950                                                  | 1960                                                  | 1970                                                  | 1981                                                  | 1991                                                  | 2001                                                  | 2011                                                  |
| 1.962                                                 | 1.984                                                 | 2.164                                                 | 2.314                                                 | 2.631                                                 | 2.592                                                 | 3.135                                                 | 3.478                                                 | 3.653                                                 | 4.047                                                 | 2.167                                                 | 1.884                                                 | 1.074                                                 | 1.059                                                 | 986                                                   |

Com lugares desta freguesia foi criada, pelo Decreto Lei nº 46.454, de 27 de Julho de  em 04 de Outubro1965, a freguesia de Fonte de Angeão. Com lugares desta freguesia foi criada em 04 de Outubro de 1985 a freguesia de Santa Catarina

## Património
- Igreja de São Salvador (matriz)